# Trifosfaan
Trifosfaan (de systematische IUPAC-naam), of zoals het ook vaak genoemd wordt: trifosfine is een anorganische verbinding. De chemische formule voor deze stof is {\displaystyle {\ce {P3H5}}}, of met meer nadruk op de structuur ervan, {\displaystyle {\ce {PH(PH2)2}}}. Trifosfaan kan uit difosfaan gemaakt worden, maar is bij kamertemperatuur zeer instabiel.
{\displaystyle {\ce {2P2H4\ ->\ P3H5\ +\ PH3}}}
Naast de uitgangsstof is het trifosfaan ook verontreinigd met tetrafosfaan: {\displaystyle {\ce {P4H6}}} of {\displaystyle {\ce {H2P-P(H)-P(H)-PH2}}}
Met behulp van gaschromatografie zijn zuivere monsters verkregen. De stof ontleed echter snel tot fosfaan en cyclofosfaan, {\displaystyle {\ce {P5H5}}}.